# 1 − 2 + 3 − 4 + ⋯

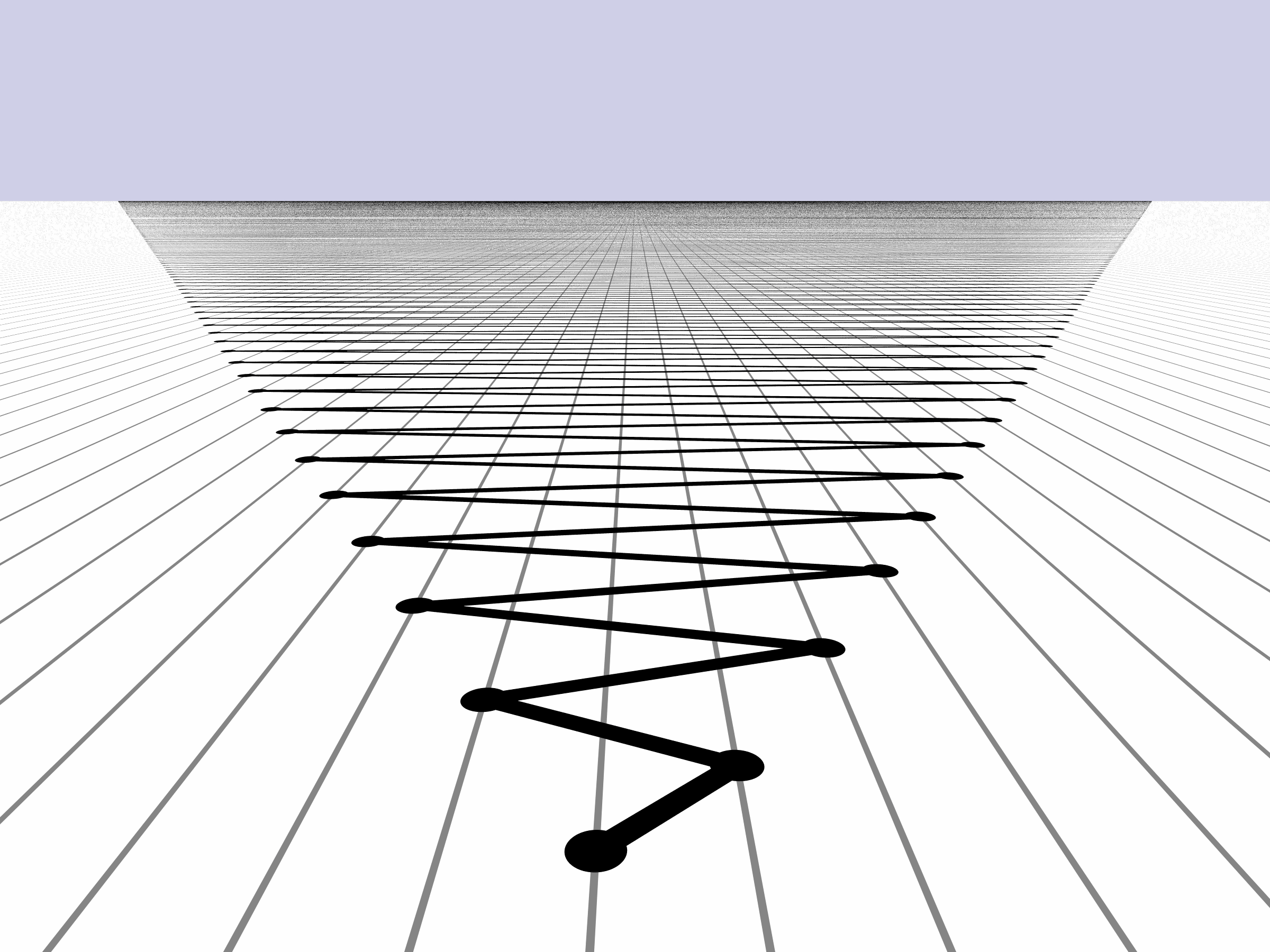
As primeiras 15 mil somas parciais de 0 + 1 − 2 + 3 − 4 + ... O gráfico está situado com inteiros positivos à direita e inteiros negativos à esquerda

Em matemática, a expressão, 1 − 2 + 3 − 4 + … é uma série infinita cujos termos são números inteiros, que vão alternando seus sinais. Utilizando a notação matemática para somatório, a soma dos m primeiros termos da série se expressa como
{\displaystyle \sum _{n=1}^{m}n(-1)^{n-1}}
A série infinita diverge, o que significa que a sequência de suas somas parciais (1, −1, 2, −2, 3, ...) não tende a nenhum limite finito. Contudo, em meados do século XVIII, Leonhard Euler descobriu a seguinte relação qualificando-a de paradoxal:
{\displaystyle 1-2+3-4+\cdots ={\frac {1}{4}}.}
Somente muito tempo depois que se chegou a uma explicação rigorosa desta equação. Iniciando em 1890, Ernesto Cesàro, Émile Borel e outros investigaram métodos bem definidos para atribuir somas generalizadas às séries divergentes — incluindo novas interpretações das tentativas realizados por Euler. Muitos destes métodos de soma facilmente atribuem a (1 − 2 + 3 − 4 + ...) uma "valor" de ⁠1/4⁠. A soma de Cesàro é um dos poucos métodos que não soma a série 1 − 2 + 3 − 4 + ..., por isso, esta série é um exemplo de um caso onde deve utilizar-se um método mais robusto como, por exemplo, a soma de Abel.
A série 1 − 2 + 3 − 4 + … encontra-se intimamente relacionada com a série de Grandi 1 − 1 + 1 − 1 + ... Euler analisou estas duas séries como casos especiais da sequência mais geral (1 − 2n + 3n − 4n + ...,) onde n = 1 e n = 0, reséctivamente. Esta linha de pesquisa que estende sua contribuição ao problema da Basiléia e conduz às equações funcionais do que conhecemos hoje como a função eta de Dirichlet e a função zeta de Riemann.

## Divergência
Os termos da série numérica, (1, −2, 3, −4, ...), não se aproximam de 0; portanto, a série 1 − 2 + 3 − 4 + ... diverge pelo teste do termo geral. A divergência também pode ser observada diretamente da definição: uma série infinita converge se, e somente se, a convergência a sequência de somas parciais converge para o limite, no qual o limite é o valor da série infinita. As somas parciais de 1 − 2 + 3 − 4 + ... são:
1 − 2 = −1,

1 − 2 + 3 = 2,

1 − 2 + 3 − 4 = −2,

1 − 2 + 3 − 4 + 5 = 3,

1 − 2 + 3 − 4 + 5 − 6 = −3,

A sequência das somas parciais mostra qe a série não converge para um número em particular: para qualquer limite x proposto, existe um ponto além do qual as somas parciais subsequentes estão todas fora do intervalo [x − 1, x + 1], então 1 − 2 + 3 − 4 + ... diverge.
As somas parciais contêm cada inteiro exatamente uma vez — até mesmo o zero, se for contada a soma parcial vazia — portanto, estabelece a enumerabilidade do conjunto {\displaystyle \mathbb {Z} } dos inteiros.

## Relações heurísticas da soma
As explicações mais simples que relacionam 1 − 2 + 3 − 4 + … com o valor ¹⁄4 são extensões de resultados relacionados com a série 1 − 1 + 1 − 1 + ….

### Estabilidade e linearidade
Dado que os termos (1, −2, 3, −4, 5, −6 …) seguem um padrão simples, pode-se expressar a série 1 − 2 + 3 − 4 + … como uma versão transformada de si mesma e resolver a equação resultante para obter um valor numérico. Supondo que fosse correto expressar s= 1 − 2 + 3 − 4 + … para algum número s, as seguintes relações levam a mostrar que s= ¹⁄4:
| s | = 1 − 2 + 3 − 4 + …                           |
|   | = (1 − 1 + 1 − 1 + … ) + (0 − 1 + 2 − 3 + … ) |
|   | = h − s,                                      |
onde h é a "soma" da série:
| h | = 1 − 1 + 1 − 1 + …    |
|   | = 1 − (1 − 1 + 1 − … ) |
|   | = 1 − h.               |
Resolvendo as equações h= 1 − h e s= h − s obtém-se que h= ¹⁄2 e s= (¹⁄2)h= ¹⁄4.

Somando 4 cópias de 1 − 2 + 3 − 4 + …, utilizando unicamente deslocamentos e somando termo a termo obtém-se 1

Em forma equivalente, podem-se reordenar as equações de forma tal para obter (s + s) + (s + s) = h + h= 1, o qual novamente implica que s= ¹⁄4; sendo esta a forma que é mostrada no esquema à direita e na expressão a seguir.
```
        1 - 2 + 3 - 4 + 5 - 6 + . . . . .
          + 1 - 2 + 3 - 4 + 5 - . . . . .
          + 1 - 2 + 3 - 4 + 5 - . . . . . .
              + 1 - 2 + 3 - 4 + . . . . . . .
--------------------------------------------
  4 s = 1 + 0 + 0 + 0 + 0 + 0 + . . .
```

Se bem que a série 1 − 2 + 3 − 4 + · · · não possui uma soma no sentido usual, a equação s= 1 − 2 + 3 − 4 + · · · = ¹⁄4 pode ser interpretada como a solução mais natural no caso em que se fosse definir o valor desta soma. Uma definição generalizada da "soma" de uma série divergente é chamada de método da soma; existem vários tipos diferentes de métodos, alguns dos quais são explicados nas seções seguintes, os quais se caracterizam pelas propriedades que partilham com a soma convencional.
As manipulações mostradas previamente demonstram que: dado um método da soma que é linear e estável, se o mesmo soma a série 1 − 2 + 3 − 4 + … então, a soma deve ser ¹⁄4, e esse método também permitirá somar a série de Grandi 1 − 1 + 1 − 1 + … dando-lhe o valor ¹⁄2.
Apesar de que o enfoque explicado no parágrafo anterior limita os valores que podem tomar as somas generalizadas de 1 − 2 + 3 − 4 + …, o mesmo não indica quais são os métodos que permitirão somar ou não a série. De fato, alguns métodos da soma lineares e estáveis, tais como a soma ordinária, não somam a série 1 − 2 + 3 − 4 + …. Por outro lado, se expressa a série de uma forma alternativa como um produto, então é possível determinar quais são os métodos que permitem obter ¹⁄4.

### Produto de Cauchy
Já em 1891, Ernesto Cesàro pensava que as séries divergentes seriam incorporadas no futuro ao cálculo matemático de uma maneira rigorosa, indicando que, "Hoje já é possível escrever as expressões (1 − 1 + 1 − 1 + …)² = 1 − 2 + 3 − 4 + … e afirmar que ambos os lados da igualdade possuem o valor 1/4." Para Cesàro, esta equação era o resultado de aplicar um teorema que ele havia publicado durante o ano anterior, sendo este teorema o primeiro na história das séries divergentes somáveis. Os detalhes de seu método da soma são explicados em seções subsequentes; a ideia central é que 1 − 2 + 3 − 4 + … é o produto de Cauchy de 1 − 1 + 1 − 1 + … com 1 − 1 + 1 − 1 + ….

O produto de Cauchy de duas séries infinitas define-se ainda se ambas são divergentes. No caso em que Σan = Σbn = Σ(−1)n, os termos do produto de Cauchy obtêm-se mediante a soma das somas finitas das diagonais:
{\displaystyle {\begin{array}{rcl}c_{n}&=&\displaystyle \sum _{k=0}^{n}a_{k}b_{n-k}=\sum _{k=0}^{n}(-1)^{k}(-1)^{n-k}\\[1em]&=&\displaystyle \sum _{k=0}^{n}(-1)^{n}=(-1)^{n}(n+1).\end{array}}}
Portanto, a série produto resulta ser:
{\displaystyle \sum _{n=0}^{\infty }(-1)^{n}(n+1)=1-2+3-4+\cdots .}
Portanto, os métodos da soma que "respeitam" o produto de Cauchy de duas séries e somam 1 − 1 + 1 − 1 + … = ¹⁄2, também somam 1 − 2 + 3 − 4 + … = ¹⁄4. De acordo com os resultados da seção anterior, isto implica uma equivalência entre a somabilidade de 1 − 1 + 1 − 1 + … e 1 − 2 + 3 − 4 + … , para métodos que são lineares, estáveis, e respeitam o produto de Cauchy.
O teorema de Cesàro é um exemplo sutil. A série 1 − 1 + 1 − 1 + … é somável Cesàro em um sentido débil, identificado como somável (C, 1), enquanto que 1 − 2 + 3 − 4 + … requer o uso de uma forma mais poderosa do teorema de Cesàro >, sendo somável (C, 2). Dado que todas as formas do teorema de Cesàro são lineares e estáveis, as somas resultam nos valores indicados anteriormente.

## Métodos específicos

### Cesàro e Hölder

Expressão da soma (H, 2) de 1/4

Para calcular a soma de Cesàro (C, 1) de 1 − 2 + 3 − 4 + …, no caso em que exista, deve-se calcular a média aritmética das somas parciais dos termos da série.
As somas parciais são:
1, −1, 2, −2, 3, −3, …,
e as médias aritméticas destas somas parciais resultam ser:
1, 0, ²⁄3, 0, 3⁄5, 0, 4⁄7, ….
Dado que esta sequência não converge, então, conclui-se que 1 − 2 + 3 − 4 + … não é somável segundo o método de Cesàro.
Existem duas generalizações do método da soma de Cesàro: a mais simples conceitualmente das duas é a sequência dos métodos (H, n) para números naturais n. A soma (H, 1) é a soma de Cesàro, e os métodos de maior ordem repetem o cálculo das médias. Na expressão anterior, as médias pares convergem a ¹⁄2, enquanto que as médias ímpares são iguais a zero, portanto, a média das médias converge ao valor médio de 0 e ¹⁄2, ou seja ¹⁄4. Portanto, 1 − 2 + 3 − 4 + … é somável (H, 2) excluindo o valor de ¹⁄4.
O "H" é usado em homenagem a Otto Hölder, que foi o primeiro a demonstrar em 1882 o que hoje os matemáticos pensam ser a ligação entre a soma de Abel e a soma (H, n); seu primeiro exemplo foi 1 − 2 + 3 − 4 + … . O fato que ¹⁄4 é a soma (H, 2) de 1 − 2 + 3 − 4 + … assegura que é também a soma de Abel; o qual é demonstrado na seção seguinte.
A outra generalização conhecida da soma de Cesàro é a sequência dos métodos (C, n). Tem-se demonstrado que a soma (C, n) e a soma (H, n) sempre dão os mesmos resultados, ainda que tenham histórias distintas. Em 1887, Cesàro estava muito perto de desenvolver a definição da soma (C, n), mas só deu uns poucos exemplos, incluindo 1 − 2 + 3 − 4 + …, a que somou obtendo o valor ¹⁄4 por um método que poderia ser interpretado como (C, n) mas, que não foi justificado como tal nesse momento. Em 1890 Cesàro definiu formalmente os métodos (C, n) na demonstração de seu teorema, o qual diz que o produto de Cauchy de uma série somável (C, n) e uma série somável (C, m) é uma série somável (C, m + n + 1).

### Soma de Abel

Algumas parciais de 1−2x+3x²+…; 1/(1 + x)²; e limites em 1

Leonhard Euler em um trabalho que escreveu em 1749, admite que a série diverge, mas de todas as formas faz os preparativos para somá-la:
Em várias oportunidades Euler propôs uma generalização da palavra "soma"; em um livro de cálculo publicado em 1755, Leonhard Euler descreveu sucintamente uma base incipiente para o tratamento das séries divergentes:
Suas ideias para o caso de 1 − 2 + 3 − 4 + …, são similares ao que hoje conhece-se como Soma de Abel:
Existem várias formas de comprovar que, ao menos para valores absolutos |x| < 1, Euler está correto em afirmar que:
{\displaystyle 1-2x+3x^{2}-4x^{3}+\cdots ={\frac {1}{(1+x)^{2}}}.}
Quando se realiza uma expansão de Taylor do lado direito da igualdade, ou aplica-se o formalismo da divisão polinomial. Começando do lado esquerdo, pode-se seguir a heurística geral indicada previamente e provar que multiplicar por (1+x) duas vezes ou elevar ao quadrado a série geométrica 1 − x + x² − …. Parece que Euler sugere calcular a derivada desta última série termo a termo.
De um ponto de vista moderno, a série 1 − 2x + 3x² − 4x³ + … não define uma função em x=  1, portanto, tal valor não pode ser substituído na expressão resultante. Dado que a função está definida para todo |x| < 1, portanto, é possível calcular o limite quando x tende a 1 pela esquerda, e esta é precisamente a definição da soma de Abel:
{\displaystyle \lim _{x\rightarrow 1^{-}}\sum _{n=1}^{\infty }n(-x)^{n-1}=\lim _{x\rightarrow 1^{-}}{\frac {1}{(1+x)^{2}}}={\frac {1}{4}}.}

### Euler e Borel

Soma de Euler a ¹⁄_{2} − ¹⁄_{4}

Euler também aplicou às séries outra técnica de sua invenção: a transformada de Euler. Para calcular a transformada de Euler, começa-se pela sequência de termos positivos que formam a série alternada — neste caso 1, 2, 3, 4, …. O primeiro elemento desta sequência denomina-se a0.
Logo se obtém a sequência das diferenças anteriores de 1, 2, 3, 4, …; que é 1, 1, 1, 1, …. O primeiro elemento desta sequência denomina-se Δa0. A transformada de Euler depende também de diferenças de diferenças, e iterações de maior ordem, mas todas as diferenças anteriores de 1, 1, 1, 1, … são 0. A transformada de Euler de 1 − 2 + 3 − 4 + … define-se como:
{\displaystyle {\frac {1}{2}}a_{0}-{\frac {1}{4}}\Delta a_{0}+{\frac {1}{8}}\Delta ^{2}a_{0}-\cdots ={\frac {1}{2}}-{\frac {1}{4}}.}
Utilizando terminologia moderna, diz-se que 1 − 2 + 3 − 4 + … é somável Euler com valor ¹⁄4.
A soma de Euler implica também outro tipo de soma. Representando 1 − 2 + 3 − 4 + … como:
{\displaystyle \sum _{k=0}^{\infty }a_{k}=\sum _{k=0}^{\infty }(-1)^{k}(k+1),}
obtém-se a série totalmente convergente associada:
{\displaystyle a(x)=\sum _{k=0}^{\infty }{\frac {(-1)^{k}(k+1)x^{k}}{k!}}=e^{-x}(1-x).}
A soma de Borel de 1 − 2 + 3 − 4 + … portanto, é
{\displaystyle \int _{0}^{\infty }e^{-x}a(x)\,dx=\int _{0}^{\infty }e^{-2x}(1-x)\,dx={\frac {1}{2}}-{\frac {1}{4}}.}

### Separação de escalas
Saichev e Woyczyński chegam a 1 − 2 + 3 − 4 + … = ¹⁄4 utilizando só dois princípios físicos: relaxação infinitesimal e separação de escalas. Na realidade, estes princípios permitem-lhes definir uma família ampla de "métodos da soma-φ", onde todos eles somam a série ao valor ¹⁄4:
- Se φ(x) é uma função cujas primeira e segunda derivadas são contínuas e integráveis no intervalo (0, ∞), com  φ(0) = 1 e sendo zero o valor dos limites de φ(x) y xφ(x) em +∞ , então,[12]

{\displaystyle \lim _{\delta \downarrow 0}\sum _{m=0}^{\infty }(-1)^{m}(m+1)\varphi (\delta m)={\frac {1}{4}}.}
Este resultado generaliza a soma de Abel, a que corresponde ao caso φ(x) = exp(−x). O formalismo geral pode ser demonstrado emparelhando os termos da série sobre m e convertendo a expressão em uma integral de Riemann. Para este último passo, a demonstração correspondente para 1 − 1 + 1 − 1 + … emprega o Teorema do valor médio, mas aqui requer-se a poderosa forma de Lagrange do teorema de Taylor.

## Generalizações

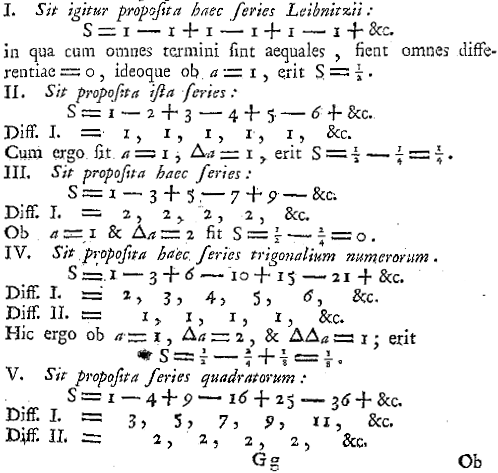
Euler soma várias séries relacionadas com 1 − 2 + 3 − 4 + …. Institutiones (1755)

O produto de Cauchy triplo de 1 − 1 + 1 − 1 + … é 1 − 3 + 6 − 10 + …, a série alternada dos números triangulares; sua soma de Abel e de Euler é ¹⁄8. O produto de Cauchy quádruplo de 1 − 1 + 1 − 1 + … é 1 − 4 + 10 − 20 + …, a série alternada dos números tetraédricos, cuja soma de Abel é ¹⁄16.
Outra generalização de 1 − 2 + 3 − 4 + … em uma direção ligeiramente diferente é a série 1 − 2n + 3n − 4n + … para valores de n diferentes de 1. Para n pertencente aos números inteiros positivos, estas séries têm as seguintes somas de Abel:
{\displaystyle 1-2^{n}+3^{n}-\cdots ={\frac {2^{n+1}-1}{n+1}}B_{n+1}}
onde Bn são os números de Bernoulli. Para n pares, isto reduz-se a:
{\displaystyle 1-2^{2k}+3^{2k}-\cdots =0.}
Esta última soma foi ridicularizada por Niels Henrik Abel em 1826:
Eugène Charles Catalan, o professor de Cesàro, também menosprezava as séries divergentes. Sob a influência de Catalan, Cesàro inicialmente referia-se às "fórmulas convencionais" para 1 − 2n + 3n − 4n + · · · como "igualdades absurdas", e em 1883, Cesàro manifestava o ponto de vista aceito nessa época que as fórmulas eram falsas mas, ainda assim de alguma maneira úteis formalmente. Finalmente, em seu trabalho Sur la multiplication des séries publicado em 1890, Cesàro adotou um enfoque moderno começando desde as definições.
As séries são estudadas também para valores não inteiros de n; dando origem à função eta de Dirichlet. Parte da motivação de Euler para estudar as séries relacionadas com 1 − 2 + 3 − 4 + …  era a equação funcional da função eta, que conduz diretamente à equação funcional da função zeta de Riemann. Euler já havia adquirido fama por encontrar os valores destas funções para valores inteiros positivos pares (incluindo o problema da Basiléia), e estava também disposto a encontrar os valores para inteiros positivos ímpares (incluindo a constante de Apéry), um problema que não foi resolvido até o dia de hoje. A função eta é mais fácil de tratar com os métodos de Euler porque sua série de Dirichlet é somável-Abel em todo seu domínio; a série da função zeta de Dirichlet é muito mais difícil de somar na zona onde diverge. Por exemplo, a contraparte de 1 − 2 + 3 − 4 + … na função zeta é a série não-alternada 1 + 2 + 3 + 4 + …, que possui importantes aplicações na física moderna mas, requer métodos da soma mais potentes.